# عظاءة غوايبا
عظاءة غوايبا (الاسم العلمي: †Guaibasaurus) هي جنس منقرض من الديناصورات القاعدية المعروفة من تكوين كاتوريتا من أواخر العصر الثلاثي في ريو غراندي دو سول جنوب البرازيل.
تم تسمية عظاءة غوايبا لأول مرة من قبل خوسيه بونابرت وخورخي فيريجولو وآنا ماريا ريبيرو في عام 1999 والنوع النمطي هو عظاءة غوايبا الكاندلارية Guaibasaurus candelariensis. سميت عظاءة غوايبا نسبة لحوض ريو غوابيا "Rio Guaíba Hydrographic Basin" حيث تم العثور على النموذج المصغر كجزء من "Prό-Guaíba Project" وهو برنامج علمي يدعم البحث عن الحفريات من العصر الثلاثي. والنوع النمطي نسبة إلى كاندلاريا وهي مدينة بالقرب من المنطقة الأحفورية التي تم العثور فيها على العينة النمطيو.